# Stefania Liberakakis
Stefania Liberakakis (in greco Στεφανία Λυμπερακάκη?, Stefania Lyberakakī; Utrecht, 17 dicembre 2002) è una cantante e attrice olandese con cittadinanza greca.
Ha rappresentato i Paesi Bassi, come parte delle Kisses, al Junior Eurovision Song Contest 2016 con il brano Kisses and Dancin', classificandosi 8ª su 17 partecipanti nella finale. Avrebbe dovuto rappresentare la Grecia all'Eurovision Song Contest 2020 con il brano Superg!rl, ma in seguito all'annullamento dell'evento a causa della pandemia di COVID-19, è stata confermata come rappresentante nazionale per l'edizione del 2021, dove ha cantato Last Dance.

## Biografia
Stefania è salita alla ribalta nel 2013, quando a soli 9 anni ha preso parte alla terza edizione di The Voice Kids su RTL 4. La sua esibizione di No One di Alicia Keys presentata come audizione le ha fruttato l'approvazione del giudice Marco Borsato, entrando a far parte del suo team. Riesce ad arrivare fino alla fase "Sing Off" prima di essere eliminata. Dopo l'esperienza del talent, ha fatto parte del coro Kinderen voor Kinderen dell'emittente olandese BNNVARA per due anni.
Il 27 maggio 2016, insieme a Kymora Henar e Sterre Koning, è stato confermato che l'ente televisivo nazionale olandese AVROTROS ha selezionato internamente le ragazze come rappresentanti nazionali per il Junior Eurovision Song Contest 2016. Per l'occasione le ragazze hanno iniziato ad esibirsi come gruppo, scegliendo il nome Kisses. Il brano con cui hanno rappresentato i Paesi Bassi al Junior Eurovision Song Contest, Kisses and Dancin', è stato pubblicato il 25 settembre 2016. La competizione si è tenuta il 20 novembre nel Mediterranean Conference Centre di La Valletta, dove il gruppo si è classificato all'ottavo posto, classificandosi terzo nel voto delle giurie nazionali, ottavo nel voto delle giurie dei ragazzi e quinto nella giuria degli esperti.
Nel 2018 ha debuttato come attrice recitando nella serie TV Brugklas, per poi prendere parte anche al film Brugklas: de tijd van m'n leven. Ha continuato la sua carriera d'attrice recitando nei film De Club van Lelijke Kinderen e 100% Coco New York.
Il 6 luglio 2019, insieme a Ilenia Williams e Konnie Metaxa, si è esibita con il remix di Con calma di Daddy Yankee e Katy Perry, ai premi MAD VMA 2019 by Coca Cola, sull'emittente greca ERT.
Il 3 febbraio 2020 è stato confermato che l'ente televisivo nazionale ERT l'ha selezionata internamente come rappresentante nazionale per l'Eurovision Song Contest 2020 a Rotterdam, nei Paesi Bassi. Il suo brano, intitolato Superg!rl, è stato pubblicato il 1º marzo 2020. Nonostante l'annullamento dell'evento due mesi prima a causa della pandemia di COVID-19, Stefania è stata riconfermata come rappresentante nazionale per l'edizione del 2021. Il suo nuovo brano eurovisivo, Last Dance, è stato presentato a marzo 2021. Nel maggio successivo, dopo essersi qualificata dalla seconda semifinale, Stefania si è esibita nella finale eurovisiva a Rotterdam, dove si è piazzata al 10º posto su 26 partecipanti con 170 punti totalizzati, regalando alla Grecia il suo miglior piazzamento dall'edizione del 2013.
Il mese successivo ha pubblicato il singolo Mucho calor, inizialmente in lizza tra le possibili proposte della Grecia all'Eurovision Song Contest 2021, ma poi scartato in favore di Last Dance.

## Discografia

### Singoli
- 2018 – Stupid Reasons
- 2018 – I'm Sorry (Whoops!)
- 2019 – Turn Around
- 2020 – Superg!rl
- 2020 – Friday
- 2020 – Swipe
- 2021 – Last Dance
- 2021 – Mucho calor
- 2022 – Wait No More
- 2022 – You Lost Me
- 2022 – My My My
- 2022 – Yalla Baby
- 2022 – Pianō fōtia
- 2023 – B.E.D.A.N.K.T.

## Filmografia

### Cinema
- Brugklas: de tijd van m'n leven, regia di Raymond Grimbergen (2019)
- De Club van Lelijke Kinderen, regia di Jonathan Elbers (2019)
- 100% Coco New York, regia di Ruud Schuurman (2019)

### Televisione
- Brugklas, serie TV (2018-19)

### Doppiaggio
- June in Wonder Park (versione olandese)
- Zoe Bell in Tappo - Cucciolo in un mare di guai (versione olandese)
- Lady Rose in Dolittle (versione olandese)